# 신공항하이웨이
신공항하이웨이(新空港하이웨이, New Airport Highway)는 인천국제공항고속도로를 건설하고 휴게소와 같은 제반 시설의 관리·운영하는 대한민국의 기업이다. 인천국제공항고속도로의 소유권은 대한민국 정부가 가지고, 관리운영권을 30년간 보장받았다. 총연장 40.2 km 구간을 관리하고 있다.

## 역사
- 1995년 12월: 인천국제공항고속도로 전 구간 착공
- 1995년 12월 6일: 신공항고속도로 주식회사(新空港高速道路 株式會社)라는 상호로 회사 설립. 당시 삼성그룹의 계열사로 삼성건설이 최대주주였다.
- 1998년 6월 30일: 신공항고속도로에서 현재의 사명으로 변경
- 2000년 11월 20일: 인천국제공항고속도로 전 구간 준공, 개통 및 운영 개시
- 2000년 12월 5일: 인천국제공항고속도로 유료 통행 개시
- 2004년 1월: 삼성그룹 계열사에서 분리 및 한국교직원공제회가 최대주주로 변경
- 2009년 1월 31일: 금산 나들목 신설 개통
- 2010년 11월 20일: 10년 하자만료
- 2013년 6월 27일: 청라 나들목 신설 개통
- 2014년 5월 9일: 영종대교기념관이 영종대교휴게소로 변경[1]
- 2015년 7월 1일: 인천국제공항 제2여객터미널 진입도로 개설 공사로 인해 영종해안북로 공항입구 분기점 ~ 운북 나들목 구간과 함께 공항입구 분기점 임시 폐쇄
- 2017년 2월 10일: 인천국제공항 제2여객터미널 진입도로 개통과 함께 공항입구 분기점 재개통
- 2018년 1월 18일: 신공항 요금소가 인천공항 요금소로 명칭 변경

## 같이 보기
- 인천국제공항고속도로